# Niemiecka Synagoga w Warszawie
Niemiecka Synagoga w Warszawie – synagoga istniejąca w latach 1849–1878 w Warszawie przy ulicy Daniłowiczowskiej 8/10.

## Historia

### Przed budową
Koncepcje budowy nowej reformowanej synagogi narodziły się już w latach 30. XIX wieku. Od tego czasu zaczęto zbierać fundusze na jej budowę. W październiku 1842 roku Dozór Bożniczy Okręgu Warszawskiego wydał pozwolenie na wzniesienie nowej synagogi.
Wkrótce na prośbę Eisenbauma zamówiono projekt u znamienitego członka warszawskiego rodu architektów Henryka Marconiego. Wykonał on najprawdopodobniej w latach 1842–1843 jeden projekt w dwóch wersjach rzutu, gdzie ukazał różne rozmieszczenie klatek schodowych oraz apsydę prostokątną zamiast trójbocznej. Synagoga miała powstać w stylu mauretańskim.
Jednoprzestrzenna główna sala modlitewna synagogi miała być kwadratowa, z klatkami schodowymi wciętymi w zachodnie narożniki, między którymi znajdował się lekko wysunięty przedsionek. Na wysokości piętra, wokół ściany północnej, południowej oraz nad przedsionkiem miały znajdować się galerie dla kobiet (babiniec). Projekt z niewiadomych przyczyn nie został zrealizowany.

### Budowa
W 1843 roku wystawiono na miejscu starej synagogi jedno duże, tymczasowe pomieszczenie, gdzie ulokowano salę modlitewną z galerią dla kobiet. Zupełnie nowy budynek powstał w 1849 roku, według nowych planów, które bezpłatnie wykonał Alfons Kropiwnicki oraz częściowo nauczyciel matematyki Jakub Centnerschwer. Do dziś nie jest znany wygląd synagogi.
Nabożeństwa w synagodze odprawiano na wzór niemiecki, z ciszą i powagą, kazania wygłaszano w języku niemieckim. W późniejszym czasie wprowadzono chór i akompaniament instrumentalny.

### Likwidacja
W 1878 roku po wybudowaniu i otwarciu Wielkiej Synagogi przy placu Tłomackie kongregacja sprzedała budynek, który został w 1880 roku przebudowany przez Bronisława Brodzic-Żochowskiego na Teatr Mały. Podczas II wojny światowej budynek został zburzony i nieodbudowany po zakończeniu wojny.